# Adelognathus aciculatus
Adelognathus aciculatus là một loài tò vò trong họ Ichneumonidae.